# Wassigny
Wassigny település Franciaországban, Aisne megyében. Lakosainak száma 946 fő (2022. január 1.). Wassigny Étreux, Mennevret, Oisy, Ribeauville, Tupigny, La Vallée-Mulâtre, Vénérolles és Mazinghien községekkel határos.

## Népesség
A település népessége az elmúlt években az alábbi módon változott:
| Lakosok száma | 1036 | 1047 | 1043 | 995  | 966  | 971  | 959  | 955  | 959  | 946  |
|               | 1968 | 1982 | 1990 | 2006 | 2013 | 2015 | 2017 | 2019 | 2020 | 2022 |